# 相対論的量子力学
相対論的量子力学（そうたいろんてきりょうしりきがく、英: relativistic quantum mechanics）は、量子力学に対して特殊相対性理論を適用した理論である。
基礎方程式はクライン-ゴルドン方程式である。素粒子散乱などの多粒子系高エネルギー物理を扱う際は、粒子をさらに場の概念に拡張した場の量子論が使われる。あつかう粒子の速度が光速に比べて十分小さい場合の量子力学（非相対論的量子力学）とは区別される。

## 概要
相対論的量子力学とは特殊相対性理論を適応した量子力学という意味であり、逆に古典的特殊相対論に量子論を適応したと見る事も可能である。一方、一般相対論については適応外で（強い）重力は扱えない。
特殊相対性理論に拠れば速さを光速に近づけるには質量に比例したエネルギーが必要であり、我々の周囲のマクロな物質でその効果が問題となる事は少ないが、寧ろ電子など非常に質量が小さい素粒子では光速に近い速さに加速され、相対論的効果が無視できない。ところがこれらの粒子の運動には量子力学をも考慮する必要がある。
しかし非相対論的量子力学の基礎方程式であるシュレーディンガー方程式は、{\displaystyle {\hat {H}}}をハミルトニアンを量子化した演算子、{\displaystyle \psi (t,\mathbf {x} )} を粒子の波動関数として、
{\displaystyle i\hbar {\frac {\partial }{\partial t}}\psi (t,\mathbf {x} )={\hat {H}}\psi (t,\mathbf {x} )}
で与えられるが、これは時間について1階、空間について2階の微分方程式であり、時空について不対称でローレンツ共変性を持たない。そこで特殊相対論の要請を満たすにはローレンツ変換に対して不変な形に書き直してやる必要がある。

### クライン-ゴルドン方程式
ローレンツ不変な相対性理論の分散関係 {\displaystyle E^{2}=m^{2}c^{4}+{\vec {p}}^{\ 2}c^{2}} を量子（演算子）化することで最初の相対論的な量子力学の方程式が考案された。
{\displaystyle -\hbar ^{2}{\frac {\partial ^{2}}{\partial t^{2}}}\psi (t,\mathbf {x} )=\left(-\hbar ^{2}c^{2}\nabla ^{2}+m^{2}c^{4}\right)\psi (t,\mathbf {x} )}
これをクライン-ゴルドン方程式という。このとき{\displaystyle E=i\hbar \partial _{t}} 、{\displaystyle {\vec {p}}=-i\hbar {\vec {\nabla }}} と量子化してある。この方程式はローレンツ変換に対して不変であり、確かに特殊相対性理論を満たしていることがわかる。ダランベルシアンを用いて書き直せば時空を同等に扱っているのはより明らかとなる。クライン-ゴルドン方程式は相対論的量子力学の基礎方程式であり、相対論的量子力学の方程式はこれを満たさねばならない。またクライン-ゴルドン方程式にはスピンの概念は入っておらず、スピンが0の粒子を記述する方程式である。

### ディラック方程式
1928年にはポール・ディラックがスピンが1/2の粒子についての相対論的量子力学の方程式であるディラック方程式を提唱した。この方程式を満たす粒子はクライン-ゴルドン方程式をも満たす。

## 自由粒子の分類
ウィグナーは、「相対論的な自由粒子の状態ベクトルは、ポアンカレ群のユニタリな既約表現に従って変換しなければならない」ということから、このようなユニタリー表現をことごとく求めることによって相対論的な量子論において可能な自由粒子のタイプの分類をした。

## 反粒子
相対論的量子力学によれば、粒子に対応して必ず反粒子が存在する。ただし光子のような中性の粒子では、粒子と反粒子がたまたま同じものもある。反粒子は粒子と同じ質量と同じスピンを持ち、電荷は逆符号となる。もし粒子が他の何個かの粒子に崩壊するような不安定粒子の場合は、反粒子もまた不安定粒子であって、両者の平均寿命は相等しいことが導かれる。

## 関連記事
- 量子力学
- 相対論的力学
- 特殊相対性理論
- プロカ方程式
- マクスウェル方程式
- 場の量子論
- 量子電磁力学
- 量子色力学
- 電弱統一理論